# Пісняр-лісовик жовтогузий
Пісняр-лісовик жовтогузий (Setophaga coronata) — дрібний комахоїдний птах з роду Setophaga родини піснярових (Parulidae), — вид, під яким розуміють комплекс чотирьох підвидів: східного (ssp coronata); західного (ssp group auduboni); північно-західного (ssp nigrifrons) та Ґватемальського (ssp goldmani), які всі разом охоплюють практично всю північну і Центральну Америку включно з Карибами.  

## Систематика
У 1973 році Американське орнітологічне товариство вирішило трактувати згадані чотири підвиди як один вид. Однак лишається актуальною і протилежна пропозиція — рахувати їх чотирма окремими видами

## Поширення
Пісняр-лісовик жовтогузий у гніздовий період поширений на більшій частині Північної Америки аж до Аляски та Ньюфаундленду за винятком полярних районів та центральних штатів США. На зимівлю мігрує не так далеко — це південний схід і південний захід США, а також Мексика, Центральна Америка і Кариби. Ареали поширення підвидів частково перекриваються, з тим що два з них не є перелітними: підвид Ґольдмана постійно тримається в горах Ґватемали, а підвид nigrifrons - ендемік Мексики. Два інші підвиди мігрують на південь США, до Мексики, Центральної Америки та на Кариби. Для гніздування вибирає переважно хвойні ліси, а на зимівлі різні підвиди мають різні уподобання щодо місць поширення - від лісів і узлісь до відкритих ландшафтів із густими чагарниками та естуаріїв. Часто можна побачити у прибережних районах та вологих низовинах.